# Stilbula cyniformis
Stilbula cyniformis is een vliesvleugelig insect uit de familie Eucharitidae. De wetenschappelijke naam is voor het eerst geldig gepubliceerd in 1792 door Rossi.